# 刘宇昆
刘宇昆（英語：Ken Liu，1976年—）是一名美籍华裔科幻和奇幻作家，也是翻譯員、律師和電腦工程師。

## 生平
劉宇昆在1976年出生於中國甘肅省的蘭州市，8岁（一说11岁）时随父母从兰州移民美国。毕业于哈佛大学，主修英国文学和法学，副修计算机。毕业后成为，先后在微软和 Idiom Technologies 工作。后又进入哈佛法学院读研究生。从哈佛法学院毕业后，他在波士顿从事律师的工作，主要处理知识产权和技术类案件。2017年，辞职专事写作。
2002年随着《迦太基的玫瑰》一文问世，刘宇昆逐渐受到美国文学界瞩目。2012年，他凭借短篇小说《手中纸，心中爱》（The Paper Menagerie）分别夺得星云奖最佳短篇故事奖和雨果奖最佳短篇故事奖，成为第一位获得星云奖和雨果奖两项世界科幻小说大奖的华裔作家。2013年9月，刘宇昆凭借作品《Mono no Aware》再次荣获雨果奖最佳短篇小说奖。
刘宇昆同时致力于中美文化交流，曾将刘慈欣、郝景芳、陈楸帆、马伯庸、夏笳等中国科幻作家的作品译成英文在国外发表。他在2012年11月7日签约担任《三体》的译者。2015年8月，《三体》获得雨果奖最佳长篇小说奖。2016年8月，他翻译的郝景芳的小说《北京折叠》获雨果奖最佳中短篇小说奖。2017年，刘宇昆的《折纸和其他故事（The Paper Menagerie and Other Stories）》获得軌跡獎最佳短篇奖，日文譯本則由早川書房於2017年出版，書名為「母の記憶に」。
劉宇昆曾說，他很幸運，第一個講故事給他聽是他的祖母，因為祖母教他好故事不是說出來的，而是領略出來的。她讚美劉宇昆創作的故事，遠多過他的學業成績，這讓劉宇昆終其一生都在乎他對事物真正了解了多少，更勝於考試的成績。

## 获奖
- 2012 科幻与奇幻翻译奖（英语：Science Fiction & Fantasy Translation Awards），短篇得主，《丽江的鱼儿们》（原著陈楸帆）[11]
- 2012 世界奇幻奖最佳短篇小说，《手中纸，心中爱》（又译《折纸动物园》）
- 2012 雨果奖最佳短篇小说奖，《手中纸，心中爱》
- 2012 星云奖最佳短篇小说，《手中纸，心中爱》
- 2013 雨果奖最佳短篇小说奖，《物哀》
- 2015 雨果獎最佳長篇小說，《三体》（原著刘慈欣）[12]
- 2016 軌跡獎最佳处女作（英语：Locus_Award_for_Best_First_Novel），《国王的恩典》[13]
- 2017 軌跡獎最佳选集（英语：Locus_Award_for_Best_Collection）《The Paper Menagerie and Other Stories》[14]
- 2017 軌跡獎最佳科幻小说《三体III：死神永生》（原著刘慈欣）[15]

### 提名及入围
- 2011 星云奖最佳中篇小说，提名，《纪录片：终结历史之人》
- 2012 星云奖最佳短篇小说，提名，"The Bookmaking Habits of Select Species"[16]
- 2012 星云奖最佳中短篇小说，提名，"The Waves"
- 2012 星云奖最佳中篇小说，提名，"All the Flavors"
- 2012 Theodore Sturgeon Award（英语：Theodore Sturgeon Award），入围，《纪录片：终结历史之人》及《手中纸，心中爱》
- 2012 軌跡獎最佳短篇小说，入围，《手中纸，心中爱》
- 2012 雨果奖最佳中篇小说，提名，《纪录片：终结历史之人》
- 2013 軌跡獎最佳短篇小说，入围，"Mono no aware"
- 2013 星云奖最佳中短篇小说，提名， The Litigation Master and the Monkey King
- 2013 Theodore Sturgeon Award（英语：Theodore Sturgeon Award），入围，"The Bookmaking Habits of Select Species"及"Mono no aware"
- 2014 星雲獎最佳長篇小說，提名，《三体》（原著刘慈欣）[17]
- 2014 星云奖最佳中篇小说，提名，"The Regular"[18]